# The Visitor (Mick Fleetwood)
The Visitor è il primo album da solista realizzato da Mick Fleetwood nel 1981.

## Storia
L'album fu registrato tra il gennaio e febbraio del 1981, in Ghana.
Presenta due cover tratta da Then Play On e Tusk. La prima canzone, Rattlesnake Shake, è cantata da Peter Green. La seconda, invece, vede la partecipazione di George Harrison. 
Il disco entrò nella classifica Billboard 200, alla posizione numero 43. 
Nel 1987 Prince ha campionato un estratto di The Visitor per Sign o' the Times.

## Tracce
1. Rattlesnake Shake – 3:49 (Peter Green)
2. You Weren't in Love – 3:55 (Billy Field)
3. O' Niamali – 2:47 (Nii Amartey)
4. Super Brains – 4:07 (A. B. Crentsil)
5. Don't Be Sorry, Just Be Happy – 4:24 (Todd Sharp)
6. Walk a Thin Line – 3:19 (Lindsey Buckingham)
7. Not Fade Away – 2:22 (Charles Hardin, Norman Petty)
8. Cassiopeia Surrender – 4:34 (George Hawkins)
9. The Visitor – 4:05 (C. K. Ganjo)
10. Amelle (Come on Show Me Your Heart) – 4:35 (Nii Amartey)

## Formazione
- Mick Fleetwood: batteria, percussioni
- George Hawkins: pianoforte, organo, basso
- Todd Sharp: chitarra elettrica
- Peter Green: voce (traccia 1)
- George Harrison: chitarra elettrica, cori (traccia 6)
- Ian Bairnson: chitarra (traccia 7)